# IC 4828
IC 4828 је спирална галаксија у сазвјежђу Паун која се налази на листи објеката дубоког неба у Индекс каталогу.
Деклинација објекта је - 62° 4' 56" а ректасцензија 19h 13m 40,6s. Привидна величина (магнитуда) објекта IC 4828 износи 13,9 а фотографска магнитуда 14,8. IC 4828 је још познат и под ознакама ESO 141-36, AM 1909-621, PGC 62930.